# Six Jours de Des Moines
Les Six Jours de Des Moines sont une course cycliste de six jours disputée à Des Moines (Iowa), aux États-Unis. Trois éditions ont lieu entre 1913 et 1936.

## Palmarès
| Année   | Vainqueur                  | Deuxième                     | Troisième                   |
| ------- | -------------------------- | ---------------------------- | --------------------------- |
| 1913    | Worth Mitten Gordon Walker | Peter Drobach Paddy Hehir    | Clarence Carman Martin Ryan |
| 1914    | Non-disputés               |                              |                             |
| 1915    | Worth Mitten Jack Blatz    | Peter Drobach Paddy Hehir    | Clarence Carman Martin Ryan |
| 1916-35 | Non-disputés               |                              |                             |
| 1936    | Freddy Zach Cecil Yates    | Archie Bollaert Eddy Trieste | Henry Sima Charly Yaccino   |